# Polyrhachis strictifrons
Polyrhachis strictifrons é uma espécie de formiga do gênero Polyrhachis, pertencente à subfamília Formicinae.